# اچ‌ام‌ای‌اس بریزبن (دی ۴۱)
اچ‌ام‌ای‌اس بریزبن (دی ۴۱) (به انگلیسی: HMAS Brisbane (D 41)) یک کشتی بود که طول آن ۴۳۷ فوت (۱۳۳ متر) بود. این کشتی در سال ۱۹۶۶ ساخته شد.